# Таланс
Таланс (фр. Talence) град је у Француској, у департману Жиронда.
По подацима из 1999. године број становника у месту је био 37.210.

## Демографија
| 1962.  | 1968.  | 1975.  | 1982.  | 1990.  | 1999.  | 2011.  |
| ------ | ------ | ------ | ------ | ------ | ------ | ------ |
| 25.874 | 29.161 | 34.127 | 34.692 | 34.485 | 37.210 | 40.763 |

## Градови побратими
- Трикала
- Алкала де Енарес
- Шавес